# Галицьке повстання (1189)
Галицьке повстання 1189 року — повстання у Галицькій землі проти угорських загарбників у 1189 році.
Після смерті Ярослава Осмомисла (1187) боярська опозиція розпочала відкриту боротьбу проти його синів Олега і Володимира. Володимир Ярославич, який став князем після Олега, не визначався ні великими здібностями, ні політичним хистом. Через деякий час він був позбавлений боярами влади і залишив Галич. З цього скористався угорський король Бела III. 1188 року, захопивши Галич, він проголосив себе королем Галичини і призначив свого сина Андрія галицьким намісником. Опинившись під іноземною владою, галицькі бояри самі почали звертатися за допомогою до різних князів: Романа, Рюрика, Святополка.
На заклик галичан прийшов з військом Ростислав Берладник, син Івана Берладника. В бою з угорцями Ростислав зазнав поразки, і попав в полон, де був отруєний угорцями.
Влітку 1189-го галичани підняли повстання проти загарбників. На допомогу прийшов Володимир Ярославич, якого підтримував за наказом свого сюзерена німецького імператора Фрідріха І Барбароси польський князь Казимир II Справедливий. Угорські війська залишили Галич, і Володимир міцно закріпився на галицькому просторі.